# Polizeiruf 110: Wie ist die Welt so stille
Wie ist die Welt so stille ist ein Fernsehfilm aus der Krimireihe Polizeiruf 110. Der für den Bayerischen Rundfunk (BR) produzierte Film wurde am 13. April 2008 erstmals gesendet. Kriminalhauptkommissarin Jo Obermaier (Michaela May) und Kriminalhauptkommissar Jürgen Tauber (Edgar Selge) ermitteln. Bei dem Titel des Films handelt es sich um eine Zeile aus dem Gedicht Abendlied von Matthias Claudius.

## Handlung
Tauber und Obermaier müssen in einem Dreifachmord ermitteln. Das Ehepaar Harms und der Sohn Holger wurden brutal erschlagen. Der Täter hat ein Blutbad angerichtet und anschließend die Wohnung verwüstet. Das verschwundene Tatwerkzeug ist ein schwerer hölzerner Gegenstand, eventuell ein Baseballschläger. Die Tochter der Familie, Maren Harms, war zur Tatzeit bei einer Freundin. Das Haus weist keine Einbruchsspuren auf, daher beziehen sich die Ermittlungen auf Personen, die der Familie nahestehen und einen Hausschlüssel haben könnten.
Tauber, der angegriffen wirkt, rekonstruiert, dass der Mörder die Abläufe im Familienleben gut kennen muss; er verschaffte sich Zugang, wartete im Haus auf seine Opfer und ermordete zuerst den Sohn und dann die heimkehrenden Eltern auf bestialische Weise.
Auf der Suche nach einem Motiv stellt sich heraus, dass die Harms vermögende Leute sind, sie besitzen unter anderem mehrere Häuser und Wohnungen. Zunächst werden die Nachbarn befragt. Frau Seifert, die die Tat entdeckt hat, soll, so munkelt man, ein Verhältnis mit Holger Harms gehabt haben.  Da Tauber eine Eifersuchtstat nicht ausschließen kann, wird der Ehemann von Frau Seifert vernommen. Der ungehobelte Mitarbeiter einer Sicherheitsfirma kann ohne Probleme an den Hausschlüssel gelangt sein. Er hat kein Alibi, verhält sich aggressiv, verliert, mit dem vermeintlichen Verhältnis seiner Frau konfrontiert, die Kontrolle und geht auf Tauber los. Allerdings kann der Verdacht gegen ihn nicht erhärtet werden. 
Der Autohändler Günter Vieth, der einen Baseballschläger im Kofferraum spazieren fährt, hat sich einen größeren Geldbetrag von Herrn Harms geliehen, den er nicht zurückzahlen kann. Er gibt an, zur Tatzeit beim Pokern gewesen zu sein. Die Indizien passen nicht – wie soll Vieth an einen Hausschlüssel gekommen sein?
Auch Richard Laue, der Bruder von Frau Harms, hat weder Hausschlüssel noch Alibi. Er ist ein heruntergekommener Alkoholiker und bewohnt für eine läppische Miete eine Eigentumswohnung der Harms. Kann man diesem armseligen Zeitgenossen, der nur zusammenhanglos Auskünfte geben kann, einen solchen Mord aus Geldgier zutrauen?
Tauber, der der zutiefst verstörten Maren Harms eine schnelle Aufklärung des Falles versprochen hat, zeigt zunehmend Zeichen der psychischen Beeinträchtigung. Er übernachtet im Büro, träumt von der Bluttat und die Bilder verfolgen ihn. Tauber ist ungeduldig, unbeherrscht und lässt sich sogar zu Handgreiflichkeiten gegenüber Richard Laue hinreißen, der daraufhin eine Dienstaufsichtsbeschwerde gegen Tauber anstrengt. Auch Obermaier ist der Meinung, dass ihr Kollege eine Auszeit dringend nötig hat, und äußert das gegenüber einem Vorgesetzten. Das führt zu einem weiteren Konflikt zwischen den beiden Ermittlern. Wegen Personalmangel darf Tauber, der sich mittlerweile nur noch mit hohen Koffeindosen wach halten kann, in diesem Fall weiter ermitteln.
Marens Freund Thomas Rösch gerät in den Focus der Ermittlungen. Er hat über Maren Zugang zum Hausschlüssel. Der selbstsichere Event-Manager entpuppt sich als aalglatter Typ. Ihm werden heftige Auseinandersetzungen mit dem Vater seiner Freundin nachgesagt. Das könnte ein Motiv sein, aber Rösch kontert mit einem wasserdichten Alibi: Er hat die besagte Nacht mit seiner Geliebten, Teresa Schwarz, verbracht! Maren, von dem wenig einfühlsamen Tauber mit dieser Tatsache konfrontiert, bestreitet das vehement. 
Mittlerweile wurden im Zimmer des ermordeten Holger Harms Fingerabdrücke gefunden, die zu keiner der bekannten Personen gehören. 
Es sind die Fingerabdrücke eines Nachbarn der Harms, Johannes Ottl. Der junge Mann war in der Tatnacht bei Holger, mit dem er befreundet ist. Er zeigt sich zunächst unkooperativ und verschlossen, gibt an, man habe zusammen ein Fußballspiel im Fernsehen verfolgt.  Weitere Befragungen der Nachbarn deuten darauf hin, dass Ottl mit Holger Harms ein homosexuelles Verhältnis gehabt haben könnte. Der Vater von Ottl gilt als radikaler Katholik, der eine solche Neigung niemals dulden würde. Tauber veranlasst eine Telefonüberwachung von Johannes Ottl. 
Gegen eine vermeintliche Homosexualität spricht, dass Ottl eine Beziehung mit einem Mädchen, Laura, führt. Laura wird ausführlich befragt, auch zu intimen Dingen. Wegen der Verdächtigungen und auch, weil sie sich hintergangen fühlt, beendet Laura die Freundschaft abrupt. Auch Freunde und Arbeitskollegen wenden sich ab, selbst der eigene Vater setzt Ottl stark zu. Und für Tauber ist er der Hauptverdächtige. 
Ottl verzweifelt zunehmend und begeht Selbstmord. Er hat einen Abschiedsbrief geschrieben, in dem er die Tat leugnet. Die Ermittlungen scheinen festgefahren. Die SOKO wird vom Staatsanwalt aufgelöst. Tauber erleidet aufgrund der „Kollateralschäden“, die die Ermittlungen in die falsche Richtung verursacht haben, einen Nervenzusammenbruch und muss zur Kur.
Zwei Monate später: Die Tatwaffe, ein Baseballschläger wird in der Nähe des Tatortes in einem Feld gefunden, sie besitzt DNA-Spuren des Täters.
Die SOKO wird wieder eingerichtet. Auch Tauber ist wieder mit an Bord. Die Polizei verschafft sich DNA-Proben aller Verdächtigen.
Die DNA auf dem Baseballschläger stimmt mit der von Thomas Rösch, dem Freund von Maren Harms, überein. Maren ist Alleinerbin und verfügt über ein beträchtliches Vermögen, das jetzt auch Rösch zugutekommt. Er wird in der gemeinsamen Wohnung festgenommen, streitet aber alle Vorwürfe ab. Teresa Schwarz, mit der er Maren betrügt, fällt jetzt unter den Verdacht der Mittäterschaft. Sie bricht in einem von Obermaier hart geführten Verhör zusammen und widerruft ihr Alibi für Rösch. Der wird von Tauber zeitgleich mit der Tatwaffe konfrontiert, die er schon längst für beseitigt hielt. Rösch legt schließlich ein Geständnis ab und gibt Hass auf die Familie als Tatmotiv an. Der Fall ist gelöst.
Tauber berichtet Maren in seinem Büro von dem Ergebnis des Verhörs – er hatte ihr ja schließlich versprochen, den Mörder zu überführen. In einem unbeobachteten Moment ergreift Maren den als Beweismittel auf einem Schrank liegenden Baseballschläger und stürzt sich auf Rösch, der nach einer erkennungsdienstlichen Behandlung gerade abgeführt wird. Sie schlägt ihn mit einem Baseballschläger nieder. In der letzten Einstellung wendet Tauber verzweifelt den Kopf ab.

## Rezeption

### Einschaltquoten
Die Erstausstrahlung von Wie ist die Welt so stille am 13. April 2008 wurde in Deutschland von 5,85 Millionen Zuschauern gesehen und erreichte einen Marktanteil von 16,6 % für Das Erste.

### Kritik
„Das Drehbuch dieses ‚Polizeirufes 110‘ ist schwach. Die unzureichende Dramaturgie krankt an zahlreichen Ecken, vieles ist nicht wirklich ausgearbeitet, Figuren werden nicht stimmig erzählt, und die Atmosphäre dieses kalten Films mutet oft sehr befremdend und artifiziell an. Der Fall berührt nicht, und so mag denn auch nur wenig bis gar keine Emotionalität aufkommen.“